# Championnat d'Irlande du Nord de football 1962-1963
Navigation
Édition précédente Édition suivante
Le 61e Championnat d'Irlande du Nord de football se déroule en 1962-1963. Distillery FC remporte son cinquième titre de champion d’Irlande du Nord, son premier depuis 1903.  Linfield FC est deuxième, Portadown FC complète le podium.
Distillery rate le peu le doublé coupe/championnat en se faisant battre en finale de la Coupe d’Irlande du Nord de football 2 buts à 1 par Linfield.
Avec 27 buts marqués,  Joe Meldrum de Distillery FC remporte le titre de meilleur buteur de la compétition.

## Les 12 clubs participants
- Ards FC
- Bangor FC
- Ballymena United
- Cliftonville FC
- Coleraine FC
- Crusaders FC
- Derry City FC
- Distillery FC
- Glenavon FC
- Glentoran FC
- Linfield FC
- Portadown FC

## Compétition

### Classement
Le classement est établi sur le barème de points classique (victoire à 2 points, match nul à 1, défaite à 0).
| Rang | Équipe           | Pts | J  | G  | N  | P  | Bp | Bc | Diff |
| ---- | ---------------- | --- | -- | -- | -- | -- | -- | -- | ---- |
| 1    | Distillery FC    | 31  | 22 | 13 | 5  | 4  | 57 | 30 | +27  |
| 2    | Linfield FC      | 29  | 22 | 10 | 9  | 3  | 40 | 24 | +16  |
| 3    | Portadown FC     | 28  | 22 | 9  | 10 | 3  | 45 | 25 | +20  |
| 4    | Glentoran FC     | 28  | 22 | 11 | 6  | 5  | 49 | 27 | +22  |
| 5    | Ballymena United | 25  | 22 | 7  | 11 | 4  | 41 | 42 | -1   |
| 6    | Crusaders FC     | 24  | 22 | 11 | 2  | 9  | 47 | 42 | +5   |
| 7    | Coleraine FC     | 24  | 22 | 8  | 8  | 6  | 34 | 33 | +1   |
| 8    | Glenavon FC      | 23  | 22 | 9  | 5  | 8  | 44 | 31 | +13  |
| 9    | Derry City FC    | 21  | 22 | 8  | 5  | 9  | 34 | 38 | -4   |
| 10   | Ards FC          | 13  | 22 | 5  | 3  | 14 | 30 | 54 | -24  |
| 11   | Cliftonville FC  | 9   | 22 | 2  | 5  | 15 | 24 | 56 | -32  |
| 12   | Bangor FC        | 9   | 22 | 2  | 5  | 15 | 22 | 65 | -43  |

|  | Champion d'Irlande du Nord |
|  | Relégation                 |

## Bilan de la saison
| Tableau d'Honneur                         |               |
| Compétition                               | Vainqueur     |
| Championnat d'Irlande du Nord de football | Distillery FC |
| Coupe d'Irlande du Nord de football       | Linfield FC   |

| Promotions et relégations |       |
| Relégués                  | Aucun |
| Promus                    | Aucun |

## Statistiques

### Meilleur buteur
- Joe Meldrum, Distillery FC 27 buts